# Phòng tuyến nước của Hà Lan
Phòng tuyến nước của Hà Lan  (tiếng Hà Lan: Hollandsche Waterlinie là một loạt các hệ thống phòng thủ nước được Maurits van Oranje hình thành vào đầu thế kỷ 17 và được người anh em cùng cha khác mẹ là Frederik Hendrik hiện thực hóa. Được kết hợp với lượng nước tự nhiên, tuyến phòng thủ có thể được sử dụng để biến Hà Lan, vùng cực tây của Hà Lan và khu vực tiếp giáp với biển Bắc gần như trở thành một hòn đảo. Vào thế kỷ 19, tuyến phòng thủ này mở rộng để ôm cả Utrecht. Năm 2021, tuyến phòng thủ này được UNESCO công nhận là Di sản thế giới như là một phần mở rộng của phòng tuyến nước của Amsterdam đã được công nhận trước đó vào năm 1996.

## Lịch sử
Đầu cuộc Chiến tranh Tám Mươi Năm chống lại Tây Ban Nha để giành độc lập, người Hà Lan nhận ra rằng những vùng trũng ngập lụt đã tạo thành một hàng rào phòng thủ tuyệt vời chống lại quân địch. Điều này đã được chứng minh như là trong Cuộc vây hãm Leiden năm 1574, nửa tháng sau của cuộc vây hãm khi tỉnh Hà Lan đã được giải phóng khỏi quân đội Tây Ban Nha, Maurits van Nassau đã lên kế hoạch bảo vệ nó bằng một tuyến phòng thủ đất ngập nước được bảo vệ bởi các pháo đài chạy từ Zuiderzee (hồ IJsselmeer ngày nay) cho đến sông Waal.

### Tuyến phòng thủ Hà Lan cũ
Năm 1629, Hoàng tử Frederik Hendrik  bắt đầu thực hiện kế hoạch. Các cống xả được xây dựng trong các đê bao, pháo đài và các thị trấn phòng thủ được hình thành tại các điểm chiến lược dọc theo tuyến với lớp bao bọc hỏa lực, đặc biệt là các con đê cắt qua dòng nước. Mực nước trong các khu vực ngập lụt được duy trì cẩn thận ở mức đủ sâu để khó có thể tiến quân bộ nhưng cũng đủ nông để loại bỏ khả năng sử dụng các loại thuyền một cách hiệu quả, trừ xà lan pháo đáy bằng mà quân phòng thủ Hà Lan sử dụng. Dưới mực nước, các chướng ngại vật bổ sung như hào, lỗ chông, (và sau này nhiều hơn nữa là dây thép gai và mìn) đã được che giấu đi một cách cẩn thận. Hàng cây dọc theo đê hình thành con đường duy nhất thông qua các tuyến phòng thủ cũng có thể được dùng làm chướng ngại vật bằng cách đốn hạ trong thời gian chiến tranh. Vào mùa đông, mực nước có thể được điều chỉnh để làm yếu lớp băng bề mặt, trong khi bản thân lớp băng có thể được sử dụng khi bị vỡ ra để tạo thành các chướng ngại vật khiến quân đội đang tiến lên.
Tuyến phòng thủ nước của Hà Lan đã chứng tỏ giá trị của nó chưa đầy 40 năm sau khi được xây dựng, đó là trong Chiến tranh Pháp – Hà Lan (hoặc Chiến tranh Anglo - Hà Lan lần thứ ba) vào năm 1672 khi nó ngăn quân đội của Louis XIV chinh phục Hà Lan, mặc dù khi đó mặt nước bị đóng băng khiến hệ thống phòng thủ gần như trở lên vô dụng. Vào năm 1794 và 1795, quân đội cách mạng của Pháp đã vượt qua chướng ngại gây ra bởi tuyến phòng thủ nước của Hà Lan chỉ bởi sương giá dày đặc đã đóng băng các khu vực ngập lụt.

### Tuyến phòng thủ Hà Lan mới
Sau thất bại cuối cùng của Napoléon vào năm 1815 trong trận Waterloo, vương quốc Hà Lan được thành lập. Ngay sau khi vua Willem I quyết định hiện đại hóa phòng tuyến nước, dòng nước đã được điều hướng một phần về phía đông của Utrecht.
Trong 100 năm tiếp theo, phòng tuyến chính của Hà Lan là đường nước mới. Nó được mở rộng và hiện đại hóa hơn nữa vào thế kỷ 19, với các pháo đài chứa các ụ súng tròn gợi nhớ đến hình ảnh của tháp Martello. Phòng tuyến đã được chuẩn bị nhưng chưa bao giờ bị tấn công trong cuộc Chiến tranh Pháp–Phổ năm 1870 và suốt Chiến tranh thế giới thứ nhất.
Vào thời điểm Chiến tranh thế giới thứ hai, hầu hết các công sự bằng đất và gạch ở phòng tuyến quá dễ bị xuyên thủng bởi pháo và bom hiện đại dễ dàng để có thể tiến hành một cuộc bao vây kéo dài. Để khắc phục điều này, một số lượng lớn các công sự bê tông ngầm nhỏ đã được thêm vào. Tuy nhiên, người Hà Lan đã quyết định sử dụng phòng tuyến chính ở phía đông hơn là phòng tuyến Grebbe, và dành vai trò thứ yếu cho phòng tuyến nước.
Khi phòng tuyến Grebbe bị phá vỡ vào ngày 13 tháng 5, đội quân dã chiến được rút về phòng tuyến nước. Tuy nhiên, các chiến thuật hiện đại có thể phá vỡ các tuyến phòng thủ cố định, như đã xảy ra tại phòng tuyến Maginot của Pháp. Trong khi quân đội Hà Lan đang đánh trận tại phòng tuyến Grebbe, quân dù Đức đã bất ngờ đánh chiếm các hướng, tiếp cận từ phía nam vào trung tâm của "Pháo đài Hà Lan", trọng điểm là các cây cầu ở Moerdijk, Dordrecht, Rotterdam. Khi sự kháng cự không ngừng diễn ra khắp nơi, người Đức buộc người Hà Lan phải đầu hàng bằng cách ném bom Rotterdam, Utrecht và Amsterdam.
Từ khi được hình thành vào năm 1815, cho đến lần hiện đại hóa cuối cùng vào năm 1940, số tiền tương đương ước tính khoảng 50 tỷ euro đã được chi cho Phòng tuyến nước mới của Hà Lan.
Sau Thế chiến thứ hai, chính phủ Hà Lan đã thiết kế lại ý tưởng về một đường nước để chống lại một cuộc xâm lược của Liên Xô có thể xảy ra. Phiên bản thứ ba này của phòng tuyến được xây dựng nhiều hơn về phía đông tại IJssel (phòng tuyến IJssel) và ở Gelderland. Trong trường hợp có cuộc xâm lược, nước của sông Rhein và sông Waal được chuyển hướng vào IJssel, làm ngập sông và các vùng đất giáp ranh. Kế hoạch này chưa bao giờ được thử nghiệm, và nó đã bị chính phủ Hà Lan hủy bỏ vào năm 1964.

### Ngày nay
Ngày nay nhiều pháo đài ít nhiều vẫn còn nguyên vẹn. Có một sự quan tâm mới đối với tuyến nước là vì vẻ đẹp tự nhiên của nó. Các chuyến tham quan bằng xe đạp và đường đi bộ đường dài được tổ chức với chủ đề là tuyến nước. Một số pháo đài mở cửa cho những người đi xe đạp hoặc đi bộ đường dài ở lại qua đêm. Những công trình khác có mục đích sử dụng khác nhau, chẳng hạn như đại học Utrecht có thảo cầm viên ở pháo đài Hoofddijk.
Do tính chất độc đáo của phòng tuyến, chính phủ Hà Lan đã cân nhắc liệu có nên đề cử toàn bộ phòng tuyến vào danh sách Di sản thế giới của UNESCO hay không, điều mà họ đã từng làm với Phòng tuyến nước của Amsterdam. Vào ngày 26 tháng 7 năm 2021, phòng tuyến đã được UNESCO công nhận là di sản thế giới.

## Danh sách
Dưới đây là danh sách các cảng, thị trấn phòng thủ và hàng loạt các pháo đài, cứ điểm trọng yếu trên tuyến phòng thủ mới:
Các pháo đài, cứ điểm trọng yếu được xây dựng để bảo vệ một thị trấn có liên quan được để trong ngoặc đơn
- Pháo binh thường trực De Westbatterij (Muiden)
- Lâu đài Muiderslot (Muiden)
- Thị trấn phòng thủ Muiden
- Thị trấn phòng thủ Weesp
- Pháo đài Ossenmarkt (Weesp)
- Pháo đài Uitermeer
- Pháo đài Hinderdam
- Pháo đài Ronduit (Naarden)
- Thị trấn phòng thủ Naarden
- Đội pháo thường trực tại Karnemelksloot (Naarden)
- Pháo đài Uitermeer
- Pháo đài Kijkuit
- Pháo đài Spion
- Pháo đài Nieuwersluis
- Pháo đài Tienhoven
- Pháo đài aan de Klop (Utrecht)
- Pháo đài Gagel (Utrecht)
- Pháo đài Ruigenhoeksedijk (Utrecht)
- Pháo đài Blauwkapel (Utrecht)
- Pháo đài Voordorpsdijk (Utrecht)
- Pháo đài Biltstraat (Utrecht)
- Pháo đài nhỏ Werk aan de Hoofddijk (Utrecht)
- Pháo đài Rhijnauwen (Utrecht)
- Lunetten, một loạt pháo đài nhỏ hình bán nguyệt:

- Lunet I (Utrecht)
- Lunet II (Utrecht)
- Lunet III (Utrecht)
- Lunet IV (Utrecht)

- Pháo đài bij Vechten (Utrecht)
- Pháo đài bij 't Hemeltje
- Pháo đài bij Jutphaas (Nieuwegein)
- Pháo đài nhỏ Werk de Waalse Wetering
- Pháo đài nhỏ Werk de Korte Uitweg
- Lunet aan de Snel
- Pháo đài Honswijk
- Wetering Werk aan de Groeneweg
- Pháo đài Everdingen
- Pháo đài nhỏ Werk aan het Spoel
- Pháo đài Pannerden
- Pháo đài Boven Lent
- Pháo đài nhỏ Werk op de spoorweg bij de Diefdijk
- Pháo đài Asperen
- Pháo đài de Nieuwe Steeg
- Pháo đài Vuren
- Thị trấn phòng thủ Gorinchem
- Thị trấn phòng thủ  Woudrichem
- Lâu đài Loevestein
- Pháo đài nhỏ Werk aan de Bakkerskil
- Pháo đài Steurgat
- Pháo đài Uppelse Dijk (Fort Altena)
- Pháo đài Giessen